# Piotr W. Nowak
Piotr W. Nowak (ur. 1978 w Warszawie)  – polski matematyk, specjalizujący się w geometrii, topologii, geometrycznej teorii grup; nauczyciel akademicki.

## Życiorys
Urodził się w 1978 roku w Warszawie. W 2003 ukończył studia magisterskie na Wydziale Matematyki, Informatyki i Mechaniki Uniwersytetu Warszawskiego. Za pracę magisterską otrzymał Nagrodę im. Marcinkiewicza 3 stopnia od Polskiego Towarzystwa Matematycznego. Stopień doktora uzyskał w 2008 na Vanderbilt University w Nashville w USA. Później pracował na Texas A&M University w College Station oraz w instytucie MSRI w Berkeley w Kalifornii oraz na Uniwersytecie w Oxfordzie w Wielkiej Brytanii.
Od 2011 pracuje w Instytucie Matematycznym PAN i na Uniwersytecie Warszawskim. W 2015 otrzymał prestiżowy grant European Research Council. Jest pierwszym polskim matematykiem, który otrzymał grant ERC.
W 2016 roku uzyskał habilitację. Za rozprawę habilitacyjną zatytułowaną „Kohomologie grup o współczynnikach w modułach Banacha” otrzymał nagrodę Prezesa Rady Ministrów.
W 2017 roku otrzymał Medal im. prof. Kazimierza Bartla (za "odkrywanie nowych obszarów badawczych w matematyce i geometrii, a w szczególności za analizę w języku kohomologii grup, odpowiadającą na jeszcze otwarte kwestie w zagadnieniach geometrii oraz analizy na grupach losowych i dokładnych”) – nagrodę naukową przyznawaną co roku przez Fundację im. prof. Kazimierza Bartla i wręczaną w ramach Święta Nauk Ścisłych w AGH – Dniach prof. Antoniego Hoborskiego.
Otrzymał też Nagrodę Główną PTM im. Stefana Banacha za rok 2022 za przełomowe wyniki dotyczące własności Kazhdana (T), fundamentalnej własności badanej w teorii reprezentacji grup dyskretnych.
W 2023 roku został jednym (jedynym zatrudnionym w polskiej instytucji) z laureatów nagrody Frontiers of Science przyznanej na Międzynarodowym Kongresie Nauk Podstawowych w Chinach. Nagrodzony został za pracę „On property (T) for Aut(Fn) and SLn(Z)” napisaną wspólnie z Markiem Kalubą i Dawidem Kielakiem i opublikowaną w 2021 roku w prestiżowym czasopiśmie Annals of Mathematics.